# Maddy Candy
「Maddy Candy」（マッディ キャンディ）是DEATH DEVIL的單曲。由波麗佳音在2009年8月12日發行。

## 概要
《Maddy Candy》，專輯中收錄了電視動畫《K-ON!》的劇中曲。2009年7月22日由PONY CANYON發行。
《輕音少女》第三隻劇中歌專輯，收錄第4話「合宿！」的插曲，就是澪從雜物找到佐和子老師的錄音帶，然後播出來把自己嚇壞的那首歌。

## 收錄曲
1. Maddy Candy [4:44]
  - 作詞：KANATA／作曲、編曲：小森茂生
2. Hell The World [4:47]
  - 作詞：KANATA／作曲、編曲：小森茂生
3. Maddy Candy（Instrumental）
4. Hell The World（Instrumental）

## 外部連結
- ポニーキャニオン
- TBS動畫官方網站內的CD情報 （页面存档备份，存于）